# Vasilij Vladimirovič Petrov
Vasilij Vladimirovič Petrov (rusky Васи́лий Влади́мирович Петро́в; 19. července 1761 Obojaň — 15. srpna 1834 Petrohrad) byl ruský fyzik, chemik a člen Akademie věd v Petrohradě.

## Biografie
Narodil se 19. července 1761 v obci Obojan (asi 60 km jižně od Kursku) v rodině popa. Své studium na charkovském kolegiu ukončil roku 1785, dál pokračoval na pedagogickém gymnáziu v Petrohradě. V letech 1788 až 1791 učil na báňské škole v Barnaulu (Altaj) fyziku, matematiku, latinu a ruštinu. Následujících šest let vyučoval na Izmajlovské kadetce a na Hlavní lékařské škole. V roce 1795 byl jmenován mimořádným profesorem a o pět let později profesorem na Lékařsko-chirurgické akademii. Tam založil katedru fyziky, kde se začal věnovat studiu a základnímu výzkumu v oborech fyzikální chemie, elektrostatiky a galvanických článků.
Finanční těžkosti v posledních pětadvaceti letech jeho života vedly k poklesu jeho vědecko-výzkumné aktivity. To se nakonec podepsalo i na jeho zdraví. Zemřel 15. srpna 1834 v Petrohradě.

## Vědecko-výzkumná činnost
Zaměřil se na potvrzení a využití Lavoisierovy teorie hoření. Zabýval se experimenty spalování organických i anorganických látek ve vakuu a plynech nepodporujících hoření, např. oxidu uhličitém, oxidu siřičitém, chlorovodíku. Prokázal, že látky mohou hořet bez vzduchu, ale za přítomnosti kyslíku.
Další oblastí jeho zájmu byly experimenty s galvanickými články, baterií s 2100 měděnými a zinkovými prvky. Zkoumal možnosti izolace elektrických vodičů a elektrolýzu oxidů kovů mědi, zinku, olova, cínu, rtuti v roztoku vody, alkoholu, rostlinném oleji. Na základě těchto experimentů se mu podařilo popsat v roce 1803 hoření stabilního elektrického oblouku mezi dvěma měděnými elektrodami a naznačit možnosti elektrického oblouku jako umělého osvětlení.

## Ocenění
V roce 1802 se stal korespondenčním, o sedm let později mimořádným a v roce 1815 řádným členem Akademie věd v Petrohradě. Byl zvolen čestným členem Erlangenské fyzikální a lékařské společnosti (1810) a univerzity ve Vilniusu (1829).

## Publikace
- Собрание физико-химических новых опытов и наблюдений, (tj. Sbírka nových fyzikálně-chemických experimentů a pozorování) – 1801[1][2]
- Teoretický výzkum Akademie věd v Petrohradě – 1801[1]
- Известие о гальвани-вольтовских опытах (tj. Novinky o galvano-voltaických experimentech) – 1803[1]
- Новые электрические опыты (tj. Nové elektrické pokusy) – 1804